# Ближневосточный технический университет
Ближневосточный технический университет (тур. Orta Doğu Teknik Üniversitesi, ODTÜ, METU) — ведущий государственный технический университет, расположенный в Анкаре, Турция. Университет делает особый акцент на научные достижения и образование в области инженерных и естественных наук, предлагая около 40 программ бакалавриата на 5 факультетах, и 97 магистерских программ, 62 докторантуры. Главный кампус METU занимает площадь 11,1 тыс. акров (4,5 тыс. га), что включает, кроме учебных и вспомогательных сооружений, лес площадью 7,5 тыс. акров (3 тыс. га) и природное озеро Эймир. У METU свыше 120 000 выпускников по всему миру. Официальным языком обучения в METU является английский.
Свыше трети из 1000 студентов, набравших наибольшее количество баллов на национальном вступительном экзамене в университет, решили записаться в METU; и большинство его департаментов принимают лучшие 0,1 % из почти 1,5 миллиона заявителей. METU имел наибольшую долю в национальном финансировании научно-исследовательского совета Турции (TÜBİTAK) за последние пять лет, и это ведущий университет Турции по количеству участия в проектах Рамочной программы Европейского Союза (FP). Свыше 40 % выпускников METU решили продолжить обучение в аспирантуре.
Университет славится высоким студенческим политическим активизмом и оппозиционностью властям. В кампусе Ближневосточного технического университета на протяжении десятилетий проходили разного рода и масштаба акции протеста. В частности, студенты METU приняли активное участие в протестах Гези 2013 года. В марте 2025 года на территории университета прошли многолюдные акции протеста и столкновения с полицией после ареста властями мэра Стамбула Экрема Имамоглу. 

## История

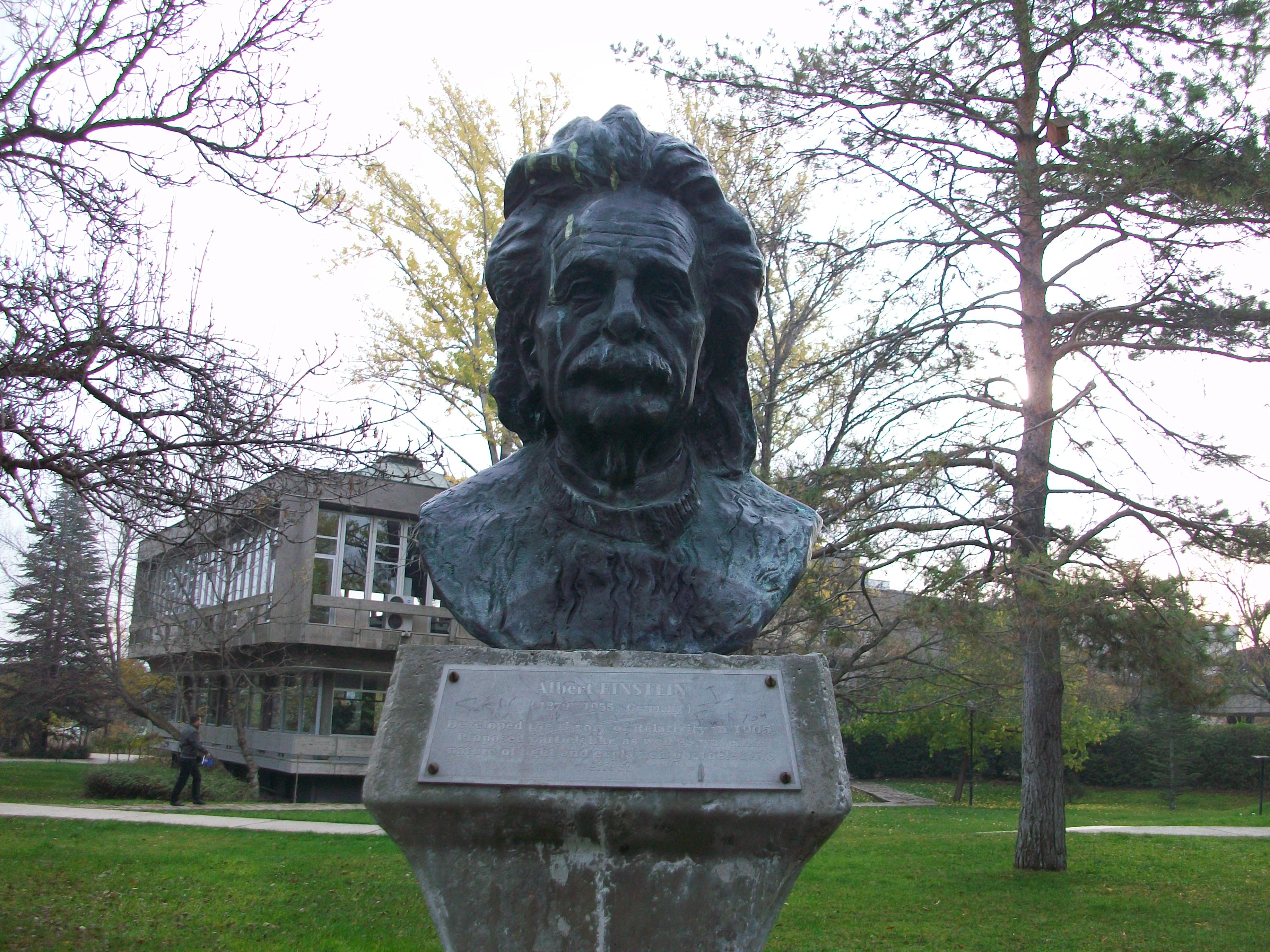
Бюст Альберта Эйнштейна, один из серии памятников влиятельным учёным на территории кампуса METU.

Ближневосточный технический университет был основан под названием «Orta Doğu Teknoloji Enstitüsü» (Технологический институт Ближнего Востока) 15 ноября 1956 года, чтобы способствовать развитию Турции и ближайших стран Ближнего Востока, Балкан и Кавказа, созданию квалифицированных кадров в сфере естественных и общественных наук. «Договорённости и процедуры по Фонду METU, Закон № 6213» был принят 22 января 1957 года, согласно с ним было принято нынешнее название "Orta Doğu Teknik Üniversitesi " (ODTÜ). Наконец, «Закон о Фонде № 7907», который определяет особенности статуса METU и устанавливает его как юридическое лицо, был принят 27 мая 1959 года
В первые годы, сразу после основания, METU временно размещался в небольшом здании, ранее принадлежавшем Управлению социальной защиты пенсионеров в Кызылае и другом здании около Великого национального собрания Турции. В 1963 году университет переехал на своё нынешнее место на запад от центра города Анкары, создав первый университетский кампус Турции. В 1956 году кафедра архитектуры начала первую академическую программу METU, а потом весной 1957 года — кафедру машиностроения. На начало 1957—1958 учебного года были созданы архитектурный факультет, инженерный факультет и факультет административных наук. В 1959 году было завершено создание факультета искусств и наук. Педагогический факультет начал свою академическую программу в 1982 году.

## Организация

### Факультеты и кафедры
METU имеет 42 академические кафедры, большинство из которых организованы в 5 факультетов Они отвечают за бакалаврские программы.
- Факультет архитектуры: архитектура, градостроительство и региональное планирование, промышленный дизайн
- Факультет искусств и наук: биология, химия, история, математика, молекулярная биология и генетика, философия, физика, психология, социология, статистика
- Факультет экономических и административных наук: бизнес-администрирование, экономика, международные отношения, политология и государственное управление
- Педагогический факультет: компьютерное обучение и учебные технологии, учебные науки, начальное образование, иностранные языки, физическое воспитание и спорт, среднее физико-математическое образование
- Инженерный факультет: аэрокосмическая техника, химическая инженерия, гражданское строительство, вычислительная техника, электротехника и электроника, инженерные науки, экологическая инженерия, пищевая инженерия, геологическая инженерия, промышленное машиностроение, машиностроение, металлургия и материаловедение, горная техника, нефть и газовая инженерия.

Кроме них, есть кафедра базового английского языка и кафедра современных языков в Школе иностранных языков; техникум высшей школы; и, непосредственно связанная с кабинетом президента, кафедра турецкого языка и кафедра музыки и изобразительного искусства.

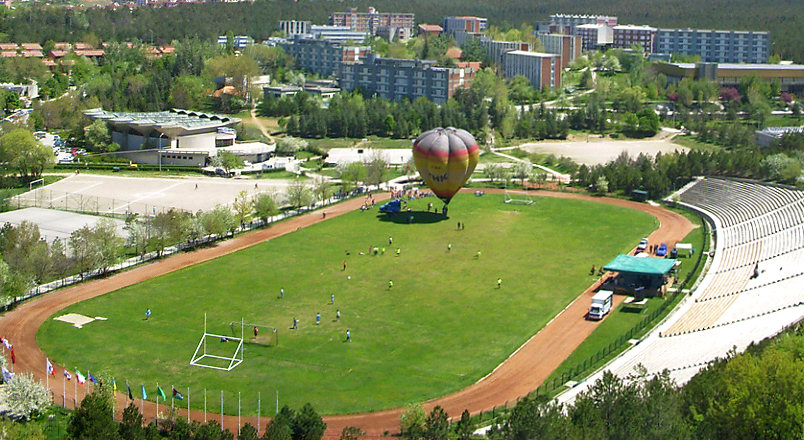
Часть кампуса METU. Стадион METU, часть общежитий на заднем плане.

### Аспирантуры
Пять аспирантур METU отвечают за программы выпускников:
- Высшая школа прикладной математики
- Высшая школа информатики
- Высшая школа морских наук (Институт морских наук — ІМС)
- Высшая школа естественных и прикладных наук
- Высшая школа социальных наук

## Научная деятельность

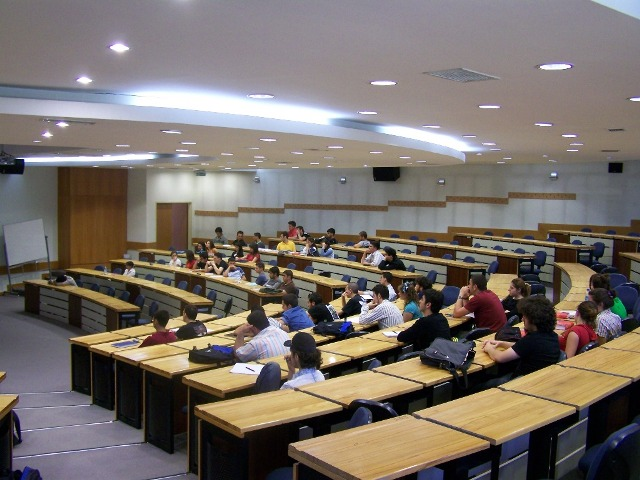
Аудитория в METU.

По состоянию на 2010 год в МЕТУ насчитывалось около 23 000 студентов, из которых 15 800 обучались на бакалавриатских программах, 4500 — на магистерских и 2700 — на докторских программах. Ещё 1500 студентов посещали программы в новом кампусе Северного Кипра. Свыше 40 % студентов METU переходят в аспирантуру. Ежегодно METU принимает свыше 1500 международных студентов из почти 80 разных стран благодаря 168 договорам Программы Эразмус, а благодаря 182 двухсторонним соглашениям об обмене и сотрудничестве с университетами за рубежом (например, с Центральной Азией, Ближним Востоком, Северной Америкой, Австралией, Дальним Востоком и Тихоокеанским регионом) университет направляет 350 студентов и ежегодно принимает 300 студентов и 50 исследователей. По состоянию на 2010 год в университете работало 2500 преподавателей (профессоров и доцентов), 500 академических преподавателей и свыше 2000 ассистентов. Число выпускников превышает 500 000 (около 350 000 закончили магистерские программы).
Язык обучения в METU — английский. Все студенты, которые обучаются, должны иметь степень владения английским языком в академических целях, и это гарантируется экзаменом на мастерство перед началом обучения. Студенты с неудовлетворительными знаннями английского языка проходят подготовительный английский курс в течение одного года, который проводит Школа иностранных языков METU. Два исключения на турецком языке — это турецкий язык и история курсов турецкой революции, разработаны Советом высшего образования.

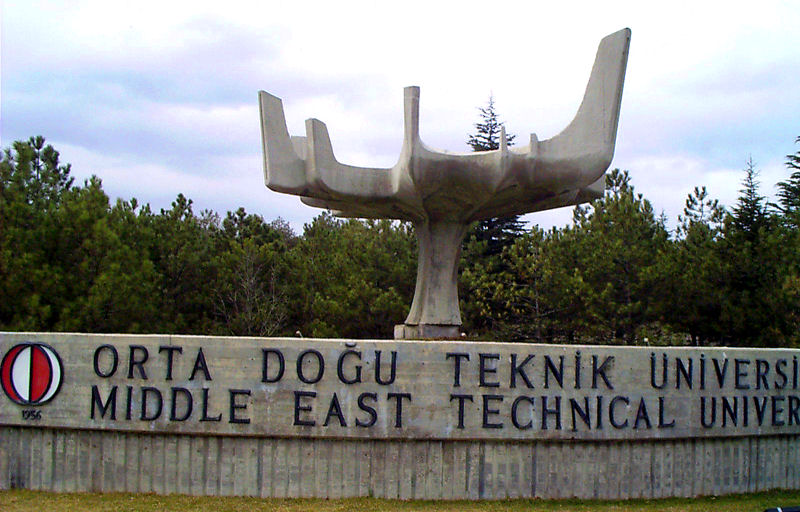
Статуя «Дерева науки» (Bilim Ağacı) у главного входа в кампус METU.

### Международное обозрение
|                                           | 2012 год | 2013 год | 2014 год | 2015 год       | 2016 год       |
| ----------------------------------------- | -------- | -------- | -------- | -------------- | -------------- |
| Всемирный рейтинг высшего образования     | 276-300  | 201-225  | 201-225  | 85             | 501-600        |
| Репутация высшего образования Times       | 91-100   | 51-60    | 71-80    | Не применяется | Не применяется |
| QS World University Rankings Инженерия    | 185      | 204      | 118      |                |                |
| Webometrics Ranking of World Universities | 321      | 321      | 275      |                |                |

Исследователи METU активно принимают участие во многих проектах EUREKA, NASA, НАТО, NSF, ООН, Всемирного банка, Эразмус Мундус, Леонардо и SOCRATES METU принимал участие в 56 проектах 6-й Рамочной программы Европейского союза (РП6), включая координацию 12 проектов 6-й Рамочной программы и 3 сетевых проектов передового опыта. В рамках 7-й Рамочной программы (РП7) с 2007 року участие в 33 научно-исследовательских проектах предусматривало участие METU
По состоянию на 2010 год, METU имел 19 международных совместных программ с европейскими и американскими университетами на уровне бакалавриата и аспирантуры. METU является членом разных ассоциаций и объединений, занимающихся международным образованием и обменом, включая Ассоциацию университетов Европы, Европейскую ассоциацию международного образования, Институт международного образования, GE3, Европейское общество инженерного образования и CIEE. Университет также принимает активное участие в летних программах стажировки AIESEC и IAESTE. Английский язык как язык преподавания на всех ступенях программы значительно облегчает международное привлечение METU и перемещение студентов и исследователей.
METU постоянно проходит внешнее оценивание, аккредитацию и сертификацию международных организаций. В 1991 году METU инициировал долгосрочную программу, чтобы его инженерные программы оценивали Аккредитационный совет по инженерным технологиям (ABET), признанный американский аккредитатор программ колледжей и университетов по прикладным наукам, вычислительной технике, технике и технологиям. Этот процес был завершён на инженерном факультете, где были установлены все тринадцать бакалавриатских программы, которые были признаны «существенно эквивалентными» программам, имеющим аккредитацию ABET в США Университет завершил процесс оценивания Институционной программы оценивания (IEP) Европейской ассоциации университетов (EUA) в 2002 году
Благодаря усилиям METU придерживаться международных стандартов, инженерный факультет был удостоен в 1977 году «Серебряного знака уважения» Международного центра инженерного образования ЮНЕСКО и «Премией за значительные достижения в деятельности по аккредитации» Института инженеров электротехники и электроники (IEEE). METU был удостоен международной Премии «Ага Хан» за архитектуру в 1995 году за программу лесонасаждения.
Будучи первым заведением страны, подключённым к сети интернет в начале 1990-х, METU также управляет турецким доменным кодом верхнего уровня (ccTLD) (домен «.tr»).

### Библиотека METU
Основная библиотека METU имеет одну из крупнейших коллекций литературы в Турции и включает почти 489 000 книг, классифицированных по схеме классификации библиотеки Конгресса (LCC).
Библиотека подписана на 1500 печатных журналов (170 270 томов) и предоставляет доступ до 50 537 электронных журналов, 200 120 электронных книг и 66 электронных справочных источников В библиотечных коллекциях также хранятся свыше 1780 книжных и серийных компакт-дисков, 1300 докторских диссертаций и 11 600 магистерских диссертаций.
Конспекты докторских диссертаций и некоторые магистерские работы из североамериканских колледжей и университетов и некоторых аккредитованных международных университетов также предоставляются начиная с 1861 года с полными текстами, доступными с 1997 года.
Все коллекции библиотеки преимущественно представлены на английском языке, но есть и литература на турецком, немецком и французском языках.

## Кампусы

### Кампус в Анкаре
Главный кампус METU в Анкаре, который используется университетом с 1963 года, является первым университетским городком Турции. Он расположен примерно на 20 км на запад от центра Анкары и занимает площадь 4,5 га, из которых 3 га являются лесом METU. Территория кампуса была превращена в лес при постоянной помощи студентов и волонтёров с момента основания университета Создание этого самобытного городка с его лесом возглавлял ректор METU с 1961 по 1969 год Кемаль Курдас.
Озеро Эймир близ Гёльбаши, внутри кампуса, используется студентами и преподавателями для гребли и активного отдыха. В городке доступны несколько типов общественного транспорта и построена станция METU метро Анкары на главном входе в университетский городок (ворота A1) в 2014 году.

### Кампус на Северном Кипре
В 2002—2003 учебном году на Северном Кипре, примерно в 5 км на запад от Никосии на острове Кипр METU принял своих первых студентов, но официально кампус был открыт на Кипре в сентябре 2005 года.

### Кампус Эрдемли
Кампус METU Эрдемли в провинции Мерсин на побережье Средиземного моря, который используется Институтом морских наук (Deniz Bilimleri Enstitüsü) с 1975 року, является первым кампусом METU за пределами Анкары. Он расположен примерно в 45 км от Мерсина. Площадь кампуса составляет 660 000 м², недалеко от берега и окружён лимонными деревьями. Площадь лаборатории составляет около 700 м². Гавань METU-IMS является важным приютом для морского биологического разнообразия на побережье Мерсина. Гавань — единственная девственная скалистая среда обитания вдоль длинного песчаного побережья.

## МЕТУ-Технополис
METU-Technopolis, или METUTECH, является первым научно-исследовательским парком Турции. Основанный в пределах кампуса, он направлен на содействие развитию компаний, проводящих значительные исследования и разработки для создания высокотехнологичных продуктов и услуг, получая преимущества от научно-исследовательских возможностей METU и информационного фонда. Приоритет отдаётся компаниям, которые используют научно-исследовательские и исследовательско-конструкторские работы в сфере информационных технологий, современных материалов, энергетики, автомобилестроения, химии, биологии и экологических технологий.
По состоянию на 2009 год, в проекте METU-Technopolis работало около 3300 сотрудников, приблизительно 2700 из которых являются научными сотрудниками (86 % от общего числа персонала — выпускники университетов, а 23 % — студенты-магистры, магистры или доктора наук), которые трудятся в 240 фирмах. Около 90 % фирм — это малые и средние предприятия, 65 % из них специализируются на информационных и коммуникационных технологиях, 25 % — в электронике, 15 % — в других сферах, таких как аэрокосмическая, окружающая среда, биотехнологии, нанотехнологии, и новейшие материалы. Профиль компании также включает транснациональные компании, такие как SBS, MAN, Cisco и Siemens. Для продвижения предпринимательства и инноваций инкубационный центр METU-Technopolis обслуживает 38 стартапов и микрокомпаний, большинство которых начинают свою жизнь за счёт научных проектов METU.
METU-Technopolis приглашает партнёров для нескольких проектов Шестой рамочной программы Европейского союза (FP6) таких как NICE, SINCERE, ReSIST, SmeInnov8gate и IP4INNO.

## Студенческая жизнь и культура

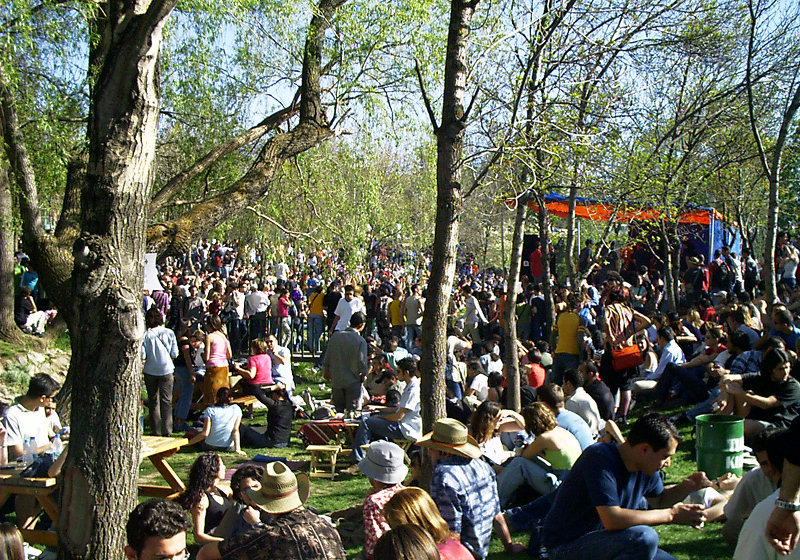
17-й весенний фестиваль (Bahar Şenliği), май 2003 года.

Студенческая жизнь в METU отличается деятельностью студенческих обществ, частыми политическими протестами и фестивалями. Культурный конгресс-центр постоянно проводит широкий спектр культурных мероприятий, а также регулярные мероприятия, такие как Джазовые дни METU и арт-фестиваль METU. Событие с наибольшим количеством участников — ежегодный весенний фестиваль METU, пятидневная серия концертов и выставок под открытым небом, которая проводится в главном кампусе.
Студенты METU имеют общие черты, в частности использование англо-турецкого жаргона (METUrkish, ODTÜrkçe), это обусловлено тем, что английский язык является языком обучения, охватывает академические процессы и студенческую жизнь (и смешавшись с языком кампуса, подобно персидскому, арабскому и французскому в прошлом, смешался с турецким, чтобы создать османский технический язык), что, как считается, не очень нравится студентам других университетов.
Основной кампус имеет общежитие для почти 7000 студентов.

### Студенческие организации
В METU работают ряд студенческих организаций. Некоторые из них:
| Аббревиатура | Полное название                                                                         | Основана | Описание | Ссылка |
| ------------ | --------------------------------------------------------------------------------------- | -------- | --- | ------ |
| METU Aikido  | METU Aikido Society (ODTÜ Aikido Topluluğu)                                             | 2001     | Общество METU для людей, интересующихся японским боевым искусством айкидо, а также наибольшим докио айкидо в Турции. Общество айкидо METU ежегодно организует Международный фестиваль айкидо в METU. |        |
| OCİT         | METU First Aid and Life Saving Society (ODTÜ Cankurtarma ve İlkyardım Topluluğu)        | 1992     | Ставит целью научить первой помощи и что делать в чрезвычайных ситуациях. Это необходимо для получения осведомлённости о предоставлении первой помощи и спасении людей. |        |
| METU MECH    | METU Mechanical Engineering and Innovation Society (ODTÜ Makina ve İnovasyon Topluluğu) | 2009     | METU MECH — технический и социальный клуб студентов. Деятельность сообщества варьируется от инженерных проектов до бесплатных лекций в ряде сфер. Основная цель клуба — расширить научные знания в METU и обеспечить место, где можно проводить научную и исследовательскую деятельность на уровне бакалавриата. Общество проводит ежегодное мероприятие под названием «ODTÜ Sanayi Günleri (OSG)», которое предусматривает большие презентации, а также семинары. |        |
| BIYOGEN      | METU Biology and Genetics Society                                                       | 2004     | METU BIYOGEN — студенческий клуб, имеющий целью улучшить понимание основных наук, особенно биологии и смежных наук, таких как эволюционная биология в METU, а также по всей Турции. Используя свои подгруппы, такие как Эврим Ахаци (Дерево эволюции), журнал Яшам Ахачи («Дерево жизни»), Комитет по борьбе со СПИДом и т. д., клуб организует открытые для публики мероприятия, на которых продвигаются успехи и пропагандируются основные науки и общественность. Общество также участвует в научных исследованиях фундаментальных наук. Ежегодно общество организует крупнейшие конференции по эволюционной биологии в Турции, открытые для публики, каждая из которых включает более 600 международных участников. |        |
| HUT          | METU Aerospace Students Society (EUROAVIA Ankara)                                       |          | Аэрокосмическое студенческое общество METU и один из крупнейших членов Европейской ассоциации студентов аэрокосмического пространства (EUROAVIA). Общество организует местные мероприятия (например, семинары, вечеринки, барбекю, выступления, показы самолётов с масштабными моделями, лекции по истории авиации) и принимает участие в международных мероприятиях EUROAVIA (например, конгрессах, флигелях, симпозиумах). |        |
| HAT          | METU Aviation Club Paragliding Group                                                    | 1992     | Группа любителей авиации и парапланеризма, установила несколько рекордов в Турции. Место для занятий, часто используемое группой — холм Ракон в Анкаре, тогда как для более серьёзных тренировок группа организует поездки в другие провинции страны. |        |
| CCLUB        | METU Computer Club                                                                      | 1989     | Компьютерный клуб, имеет целью информировать участников о компьютерных технологиях и увеличивать число источников, написанных на турецком языке о компьютерных науках. CClub организует Конкурс традиционного программирования ежегодно с 1997 года. Клуб также имеет электронный журнал под названием «e-bergi», который ежемесячно публикуется на сайте http://www.e-bergi.com. |        |
| IEEE         | IEEE METU Student Branch                                                                |          | Филиал METU Института инженеров электротехники и электроники (IEEE) — одно из самых активных студенческих обществ на кампусе. Имея двенадцать студенческих подотраслей, студенческий отдел IEEE METU участвует как в технической, так и социальной деятельности. Сообщество также активно участвует в общеевропейских проектах и мероприятиях, таких как EESTEC. IEEE METU издаёт журнал Biltek четыре раза в год. |        |
| VT           | METU Productivity Club (Odtü Verimlilik Topluluğu)                                      | 1992     | Группа, имеющая целью развивать отношения между студентами, учёными и деловым миром. Клуб продуктивности METU — первый турецкий участник европейских студенческих союзов индустриальной инженерии и менеджмента (ESTIEM), который объединяет клуб с Европой с 1996 года. |        |
| SDT          | METU Socialist Thought Club (Sosyalist Düşünce Topluluğu)                               | 1965     | Одно из старейших обществ METU. Оно было основано в 1965 году 12 студентами-социалистами. На начало 1970-х оно насчитывало свыше 400 членов. Общество было закрыто ректором в 1971 году. SDT было обновлено в 2002 году студентами в связи с массовыми событиями в кампусе. |        |
| KGT          | METU Classical Guitar Society (Klasik Gitar Topluluğu)                                  | 1975     | Основано Ахметом Каннечи в 1975 году, это первое гитарное общество Турции и первая серьёзная организация обучения гитаре в Анкаре. Общество имеет целью внедрение и распространение классической музыкальной культуры. Общество воспитало некоторых талантливых артистов (таких как Ахмет Канечи, Джем Дуруйос, Орхан Анафарта, Эмре Сабункуоглу и Гутай Йилдиран) и активно поддерживает классическую музыку своими добровольними уроками классической гитары, постоянной музыкальной деятельностью и т. д., проводит ежегодный Международный фестиваль классической гитары. |        |
|              | METU Capoeira Society                                                                   | 2002     | Студенческое общество, занимающееся боевым искусством капоэйра. Основано Лейдой Кавак в 2002 году. Основным направлением его деятельности является капоэйра, а также культура Бразилии. С 2010 года является представителем Muzenza. Официальный сайт — www.parande.com |        |
| THBT         | Turkish Folklore Club (Türk Halk Bilimi Topluluğu)                                      | 1961     | Одно из старейших студенческих обществ METU, которое занимается народными танцами и народной музыкой. Тут открыты бесплатные курсы турецких народных инструментов и народных танцев. Анатолийский музыкальный фестиваль и дни фольклора — мероприятия, ежегодно организуемые обществом. |        |
| ORT          | METU Robotic Society (ODTÜ Robot Topluluğu)                                             | 2000     | Техническое студенческое общество. Общество робототехников организует бесплатные технические курсы для студентов METU. Общество ежегодно проводит Формулу-G в Турции. MEŞ-e, солнечный автомобиль, построенный Робототехническим обществом, выиграл Формулу-G 2005. Кроме того, общество ежегодно проводит мероприятие Международные дни робототехники METU. |        |
| ADT          | Atatürk’s Thought Club                                                                  | 1989     | Студенческое общество, принимающее участие в политической деятельности. Группа организует панельные дискуссии и дебаты по разным аспектам политики. |        |
| FPIRC/DPUİT  | METU Foreign Policy and International Relations Club                                    | 1992     | Клуб состоит из 5 подгрупп, среди которых есть «Hariciye» (двухлетний журнал иностранных дел, издаваемый на турецком языке), «News Report» (еженедельный журнал мировых новостей и мысли студентов по вопросам иностранных дел), «METU Model Society of Nations» (Модельная команда ООН — одна из успешных групп дебатов университета на уровне страны), «EUROsimA» (ежегодная конференция, имитирующая Европейский союз, 10-я ежегодная сессия состоялась в 2014 году) и конференция по связи с общественностью (которая организует чаты и посещения министерств и обеспечивает координацию 5 подгрупп) |        |
| ILKYAR       | First Aid Society                                                                       |          | Стремление к внедрению моральной и материальной помощи учащимся начальной и средней школы. Общество организует деятельность по сбору денег на эти нужды и сотрудничает со многими другими компаниями и благотворительными организациями. |        |
| DKSK         | Mountaineering & Winter Sports Club                                                     | 1963     | Важное спортивное общество METU. Это общество стало известно после их путешествия на вершину Эвереста. Первый турецкий саммит женщин Эйлем Элиф Мавиш — подгруппа общества. |        |
| KTMT         | Turkish Classical Music Club (Klasik Türk Müziği Topluluğu)                             |          | Ещё одно общество по музыке. Область интересов KTMT обычно касается классических турецких музыкальных инструментов. Как и THBT, KTMT также организует бесплатные курсы для студентов. |        |
|              | Book Club                                                                               | 1996     | Литературное студенческое общество, организующее занятия по чтению и цель расширить сферу чтения и интеллектуальные способности учащихся. Кроме организации семинаров о писателях и литературе, общество принимает известных авторов для коллективов. |        |
| SFFS         | Science Fiction and Fantasy Society (Bilim Kurgu ve Fantazi Topluluğu)                  |          | Студенческий клуб, объединяющий студентов, интересующихся научно-фантастической и фантастической литературой, кино, комиксами, ролевыми играми. Два основных мероприятия клуба — поиск сокровищ, одно из самых старых и популярных мероприятий METU Spring Fest, и METUCON — научно-фантастический и фантастический конгресс, проводится ежегодно. Кроме TH и METUCON, клуб организует семинары и группы чтения в жанре научной фантастики, фэнтези и кинопоказов. Также члены клуба годами формируют библиотеку, посвящённую научной фантастике и фантастической литературе, и каждый в университете может ей пользоваться.                                                                                            |        |
|              | Chess Club                                                                              |          | Студенческое общество любителей шахмат. Клуб организует несколько турниров и мероприятий по шахматам. |        |
| KDO          | METU Karate-Do Club                                                                     | 1984     | Филиал спортивного клуба METU тренирует карате-до в стиле Шотокан с 1984 года. Является членом Всемирной федерации карате (WKF) и Всемирной федерации шотокан карате-до (WSKF). Посещает семинары и соревнования по всему миру. Награждена золотой медалью на чемпионате мира WSKF 2004, проходившем в Токио, Япония. |        |
|              | METU Bridge Club                                                                        |          | Студенческое общество любителей бриджа. За последнее десятилетие клуб вырастил значительное количество молодых игроков турецким молодёжным бридж-командам (U21, U26 и Girls). |        |
| ODTÜ MT      | METU Music Societies                                                                    |          | Студенческое общество с основной миссией поддерживать любительскую музыку (особенно рок и родственные жанры) с конца 80-х годов. Музыкальные общества — это очень активное общество с такими мероприятиями, как Фестиваль озера, Дни металла, Дни любительской музыки, Дни Rock’n Blues, Рок-фестиваль и часть весеннего фестивалю METU без крупной спонсорской поддержки и с полностью добровольной работой членов общества. Общество действует как школа для музыкантов-любителей преимущественно в жанрах рок, металл и блюз. |        |
|              | METU Classical Music Society                                                            |          | Стремится организовать концерты, связанные с классической музыкой. |        |
| ODO          | METU Players (ODTÜ Oyuncuları)                                                          | 1960     | Игроки Metu — это университетский театральный клуб. |        |
|              | METU Musical Society «The Company» (ODTÜ Müzikal Topluluğu)                             | 1997     | Студенческое общество создаёт мюзиклы на разных площадках по всей стране. |        |
|              | METU Debating Society (ODTÜ Münazara Topluluğu)                                         | 2007     | Дискуссионный клуб, принимающий участие в национальных и международных дебатных турнирах британского парламентского стиля. |        |
| AAT          | METU Amateur Astronomy Society (ODTÜ Amatör Astronomi Topluluğu)                        | 1986     | Клуб любителей астрономии, целью является делиться последними новостями и проводить семинары с другими студентами по астрономии. |        |

## Известные личности

### Преподаватели
- Бехрам Куршуноглу[англ.] (1956—1958) — физик, доктор наук и магистр в Эдинбургском университете и доктор наук в Кембриджскому университете, наиболее известен своими работами по унифицированной теории поля и участвовал в открытии двух разных типов нейтрино в конце 1950-х
- Дхахит Арф (1967—1980) — известен по инварианту Арфа, доктор наук и магистр по математике в Высшей нормальной школе Парижа
- Эрдал Инёню — к.э.н. и магистр физики в Ближневосточном техническом университете и доктор наук в Калифорнийском технологическом институте и бывший премьер-министр Турции
- Феза Гюрси[англ.] (1961—1974) — физик-теоретик — доктор наук по математике и физики в Стамбульскому университете и доктор наук в Имперском колледже Лондона
- Халил Берктай[англ.] (1992—1997) — историк, в данное время работает в университете Сабанджи
- Кемаль Дервиш — (1973—1976) — экономист, бывший вице-президент Всемирного банка на Ближнем Востоке, бывший вице-премьер-министр Турции
- Кемаль Карпат (1958—1959, 1968—1971) — историк, в данное время в Висконсинском университете в Мадисоне
- Хакки Огельман[англ.] (1970—1990) — физик и астрофизик
- Октай Синаноглу — физическая химия, молекулярная биофизика и биохимия — бакалавр и доктор наук в Калифорнийском университете в Беркли, магистр в Массачусетскому технологическом институте, получил премию Гумбольдта в 1973 году и дважды был номинантом Нобелевской премии по химии
- Ордал Демокан[англ.] (1946—2004) — физик, инженер-электрик
- Улус Бейкер[англ.] — социолог

### Выпускники
- Абдулла Аталар[англ.] (доктор технических наук) в сфере электроники, магистр и к.т. н. в Стэнфордскому университете, президент университета Билкент
- Ахмет Бозер[англ.] — вице-президент компании Coca-Cola
- Алев Алатлы — турецкая экономистка, философ, колумнист и писательница.
- Али Бабаджан — управляющий в Школе управления Келлог, бывший министр Министерства иностранных дел Турции, бывший министр экономики (Турции), бывший вице-премьер-министр Турции и бывший главный переговорщик по вступлению Турции в Европейский союз
- Эрдем Башчи — руководитель Центрального банка Турецкой Республики (2011—2016)
- Атач Имамоглу[англ.] — к.т. н. Стэнфордского университета, бывший научный сотрудник Гарвардского университета, ныне руководитель группы квантовой фотоники и профессор Швейцарской высшей технической школы
- Айлин Назлыака — экономист, бизнес-леди и политик, программа лидеров в Гарвардской школе Кеннеди и бывший преподаватель Билькентского университета, член Республиканской народной партии
- Амир Фаршад Эбрагими[англ.] (кандидат наук), правозащитник в Иране, журналист
- Бурчак Йозолу Почан[англ.] — альпинист, одна из четырёх турецких женщин, покоривших Эверест
- Нашиде Гёзде Дурмуш — учёный из Стэнфордского университета, признан в 2015 году среди «Топ-35 инноваторов в мире до 35 лет» (TR35), пионером в сфере биотехнологии и медицини, MIT Technology Review
- Джан Дюндар (кандидат наук с 1996 года) — журналист, бакалавр журналистики в Лондонской школе журналистики, обозреватель «Репортёры без границ» в 2015 году
- Чевдет Елмаз[англ.] (бакалавриат) — экономика, к.т. н. в Билькентском университете, бывший вице-премьер-министр Турции и министр Министерства развития (Турция)
- Эдже Сюкан[англ.] — турецкая модель и бывший главный редактор Vogue Turkey.
- Танер Акчам — турецкий историк, социолог и публицист.